# Avi Nimni
Avi Nimmi (Jolón, 26 de abril de 1972) es un ex-futbolista israelí, que desarrolló su vida deportiva en varios equipos de la liga hebrea.
Inició su carrera en las filas del Maccabi Tel Aviv FC. En 1997 tuvo un fugaz paso por el Atlético de Madrid donde no pudo demostrar la fama de mediocampista profundo. Apenas jugó 7 partidos, y regresó a su país. Otra breve aventura en la Premier en el Derby County confirmó lo poco exportable de su juego. Desde entonces ha repartido su trayectoria entre el Beitar Jerusalem y el mismo Maccabi a donde regresó en el 2005.

## Trayectoria
- Maccabi Tel-Aviv FC (1990 - 1997)
- Atlético de Madrid (1998)
- Maccabi Tel Aviv (1998 - 1999)
- Derby County (1999)
- Maccabi Tel Aviv (2000 - 2003)
- Beitar Jerusalem (2003 - 2005)
- Maccabi Tel Aviv (2005 - 2008)